# Untergimpern

Wappen von Untergimpern

Untergimpern ist ein Dorf im Rhein-Neckar-Kreis im nördlichen Baden-Württemberg, das seit 1971 zu Neckarbischofsheim, wohin schon lange geschichtliche Beziehungen bestehen, gehört.

## Geschichte

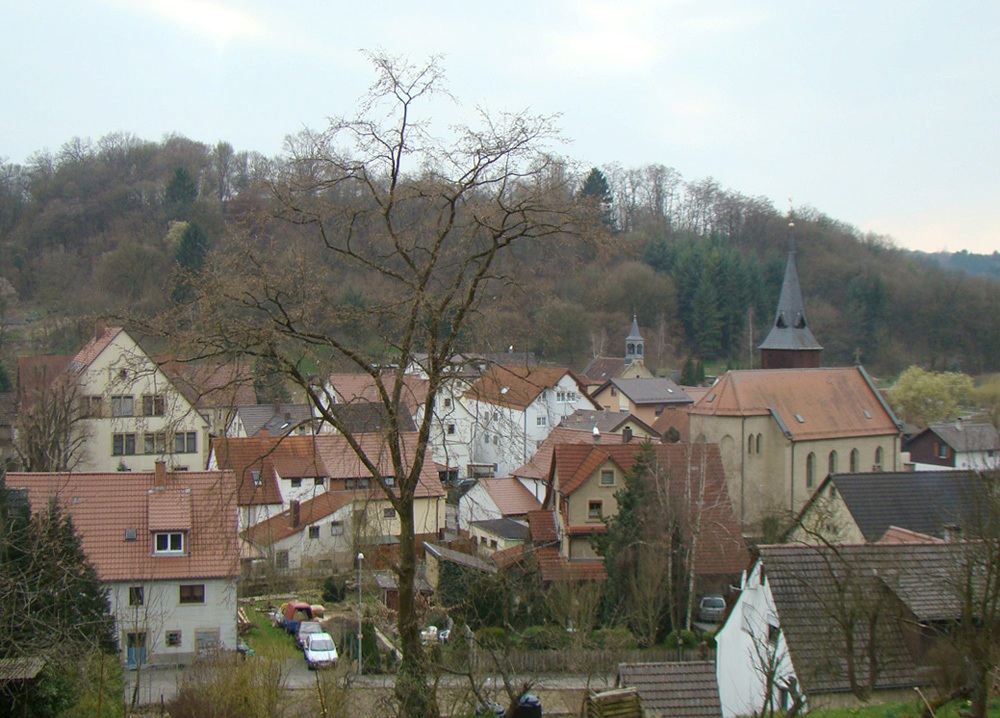
Blick über Untergimpern

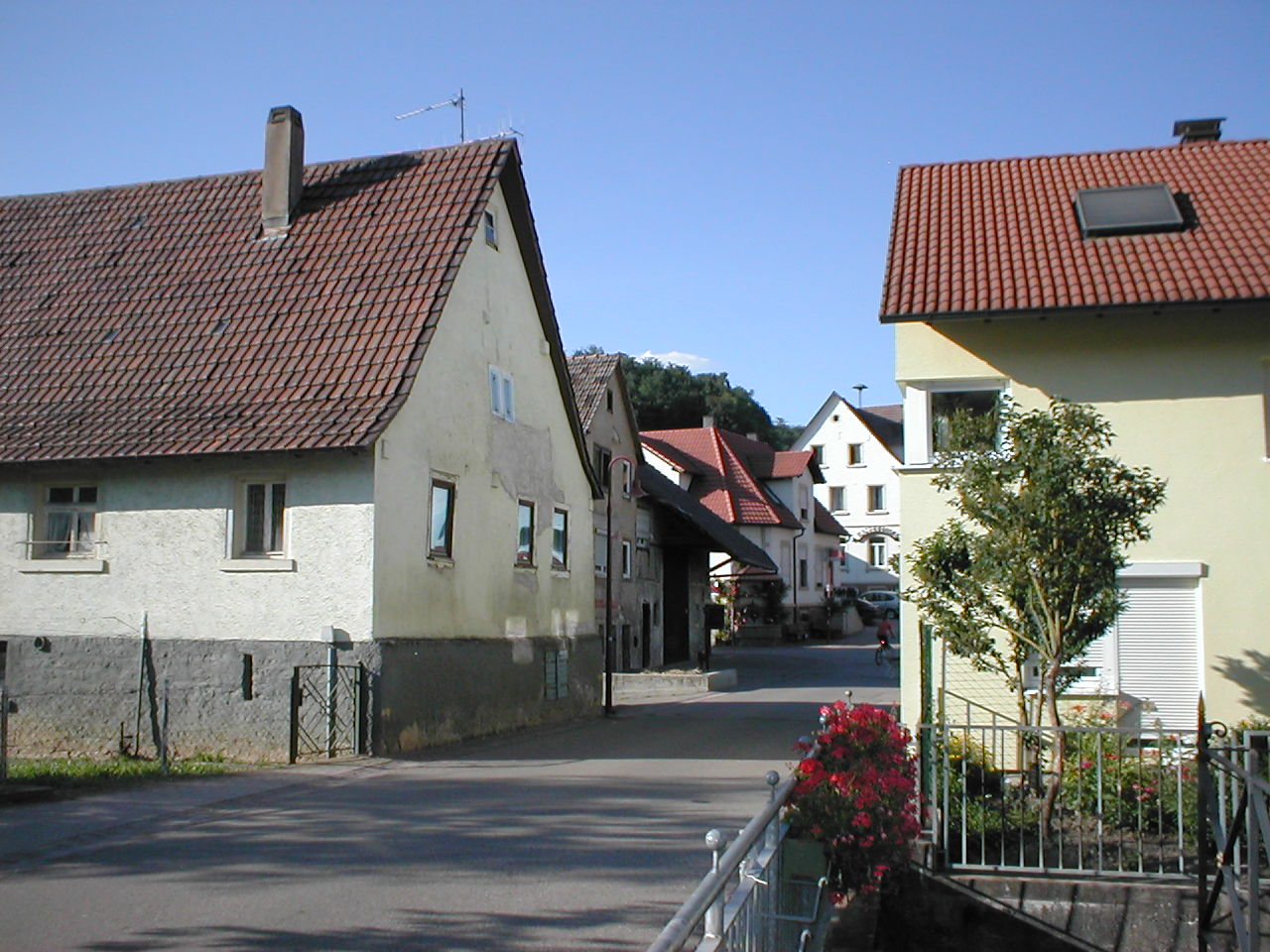
Straßenszene in Untergimpern

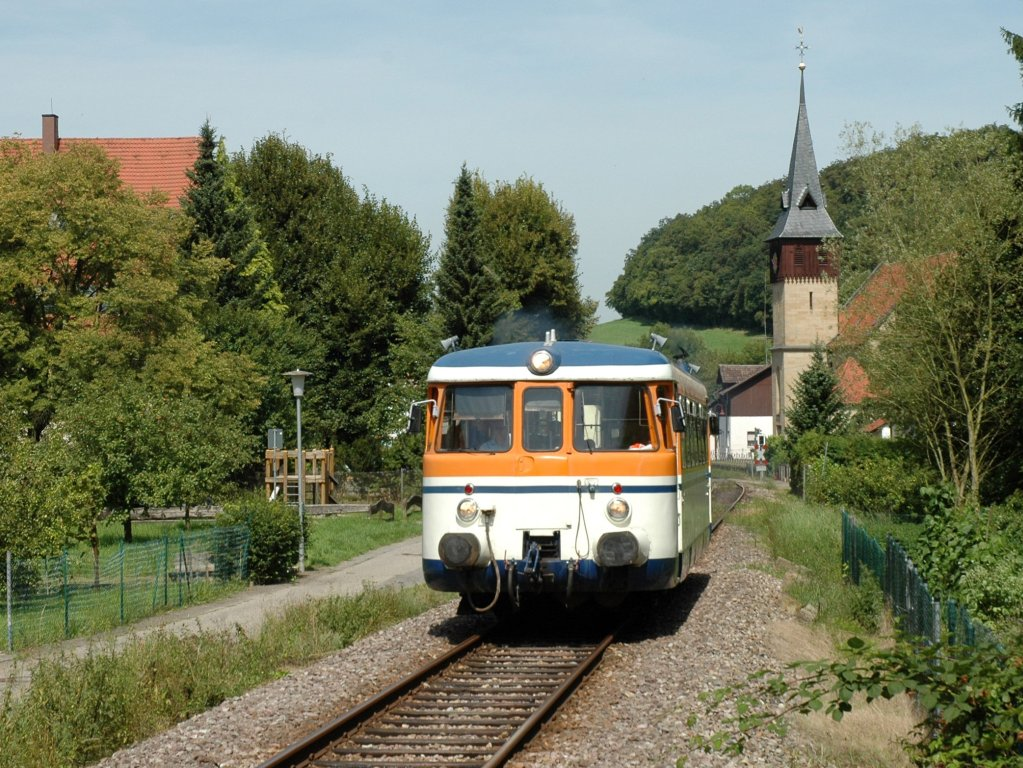
Triebwagen der Krebsbachtalbahn in Untergimpern (Juli 2009)

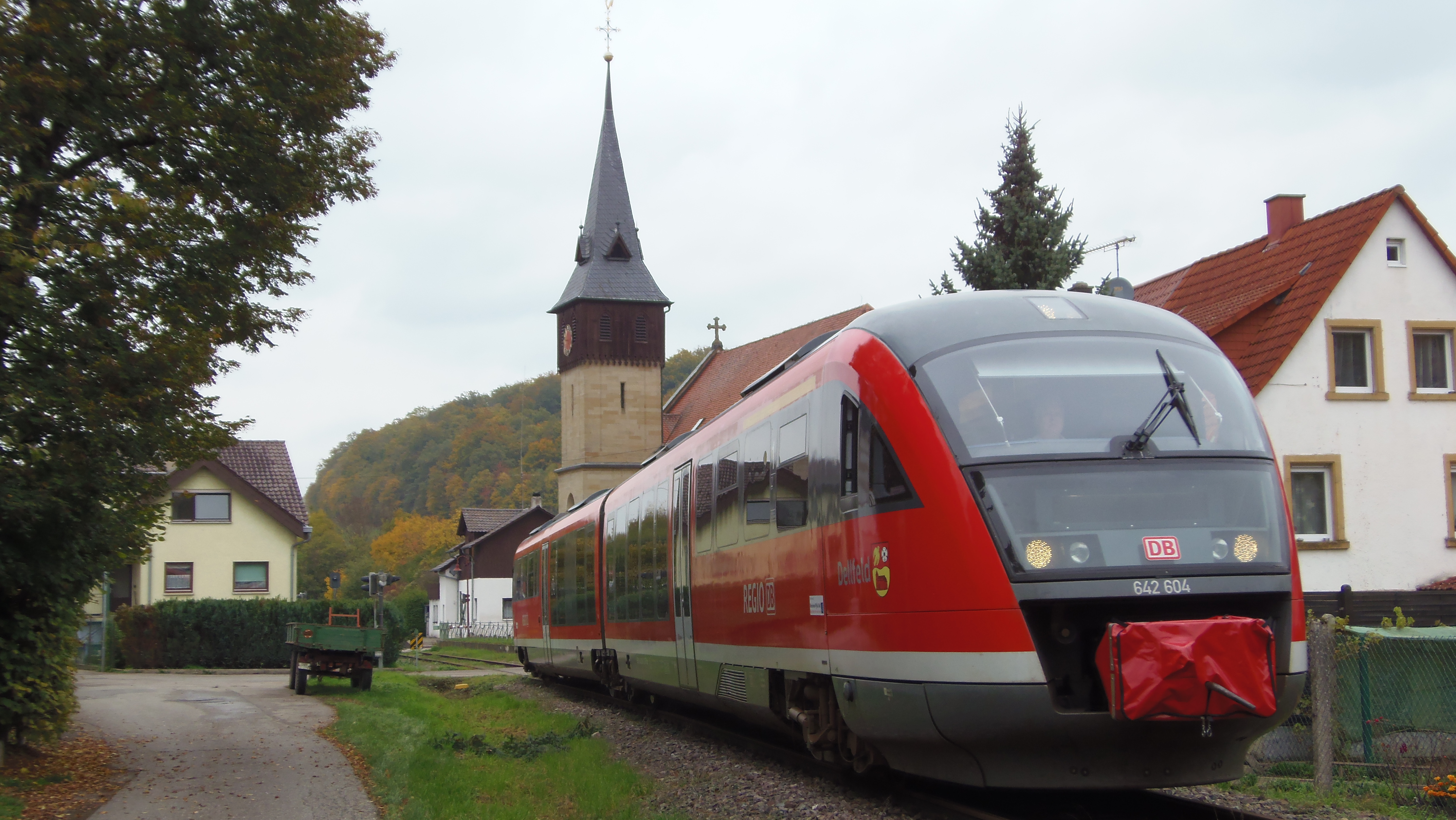
Baureihe 642 in Untergimpern (Oktober 2015)

Untergimpern liegt wie das benachbarte Obergimpern im Tal des Krebsbachs, wobei die Vorsilben Ober- und Unter- sich jeweils gegenseitig auf die Lage im Tal beziehen. Der bedeutendere Ort war Obergimpern, das 1355 erstmals erwähnt wurde und wo sich auch die Pfarrkirche der Filiale Untergimpern befand. Untergimpern wurde erstmals 1359 beim Verkauf von Gütern zu obern Guntbure und zu nidern Guntbure des Edelknechts Rafen von Fürfeld an Engelhard von Hirschhorn erwähnt. Die Hirschhorner Güter umfassten höchstens ein Viertel des Ortes und waren Pfälzer Lehen. Der restliche Ort gehörte den Herren von Strahlenberg, die 1368 Burg und Dorf an Pfalzgraf Ruprecht I. verkauften, der damit die Herren von Helmstatt belehnte.
In Untergimpern bestand im 15. Jahrhundert bereits eine Kapelle. Die Herren von Helmstatt führten in Ober- und Untergimpern 1527 die Reformation durch. Der Ort war nicht ummauert, und so flohen die Bürger im Dreißigjährigen Krieg und während der Franzoseneinfälle im Pfälzischen Erbfolgekrieg am Ende des 17. Jahrhunderts ins talabwärts am Krebsbach gelegene Neckarbischofsheim, dem zur Stadt ausgebauten Sitz der Hauptlinie der Helmstatt.
Nach dem Aussterben des Obergimperner Linie derer von Helmstatt im Jahr 1685 belehnte Kurfürst Johann Wilhelm im Jahr 1685 den katholischen Geheimrat und Hofkanzler Johann Ferdinand Yrsch mit dem ehemals helmstattschen Anteil. Die Freiherren und späteren Grafen von Yrsch betrieben eine Rekatholisierung ihres Besitzes und ließen die Kirche in Obergimpern als Simultankirche nutzen. Das Hirschhorner Lehen wurde nach dem Aussterben der Herren von Hirschhorn 1632 vom Kurfürsten eingezogen und 1698 an die Freiherren von Wiser vergeben. Ein 1793 über die Gerichtsbarkeit in den Dörfern entbrannter Streit zwischen den Grafen von Wiser und den Grafen von Yrsch wurde nicht mehr geschlichtet, da Ober- und Untergimpern infolge der napoleonischen Kriege 1803 an das Fürstentum Leiningen und 1806 an das Großherzogtum Baden kamen. 
Ab 1807 gehörte Untergimpern zum Oberamt Waibstadt, ab 1810 zum Bezirksamt Neckarbischofsheim. Die Gemarkung von Untergimpern, die vor allem die westlich des Ortes gelegenen Äcker und das östlich gelegene Gewann Eulenberg zum Wagenbacher Hof umfasst, betrug 1888 rund 230 Hektar. 1847 hatte der Ort einen Bevölkerungshöchststand von etwa 560 Einwohnern, der sich in den kommenden hundert Jahren durch stete Abwanderung um über 100 Personen verringern würde.
1902 wurde Untergimpern über die Krebsbachtalbahn an das Eisenbahnnetz angeschlossen, der Ort blieb jedoch weiterhin landwirtschaftlich geprägt. Außerdem war bis zur beginnenden Schließung der Brüche in den 1950er Jahren lediglich der Abbau von Kalkstein und Sandstein wirtschaftlich bedeutend. 1939 hatte Untergimpern noch 442 Einwohner, Ende 1945 waren es 496. Am 1. Januar 1971 wurde der Ort nach Neckarbischofsheim eingemeindet.
Die im Jahr 1974 gegründete Firma Tele-Quarz schuf bis 1988 rund 320 Arbeitsplätze in Untergimpern, gleichzeitig wuchs die Bevölkerungszahl auf 570 an.

## Religion
Untergimpern war ursprünglich Filialkirche von Obergimpern. Beide Orte wurden 1527 durch die Herren von Helmstatt reformiert. Unter den Herren Yrsch wurde der Ort ab dem späten 17. Jahrhundert teilweise rekatholisiert. In der Mitte des 19. Jahrhunderts gab es nur noch rund 100 Protestanten, während die katholische Einwohnerschaft knapp vier Mal so groß war. Eine katholische Kirche bestand am Ort bereits seit der Mitte des 18. Jahrhunderts, wurde 1887 abgerissen und ab 1894 durch einen Neubau an anderer Stelle ersetzt. 1869 wurde eine erste evangelische Kirche erbaut, die 1897 erneuert wurde. Eine jüdische Gemeinde am Ort bestand spätestens ab 1800 und errichtete 1807 eine Synagoge. Bis zur Mitte des 19. Jahrhunderts wuchs die Gemeinde auf 55 Personen, die jedoch bereits bis 1900 alle verstorben oder abgewandert waren.

## Bauwerke

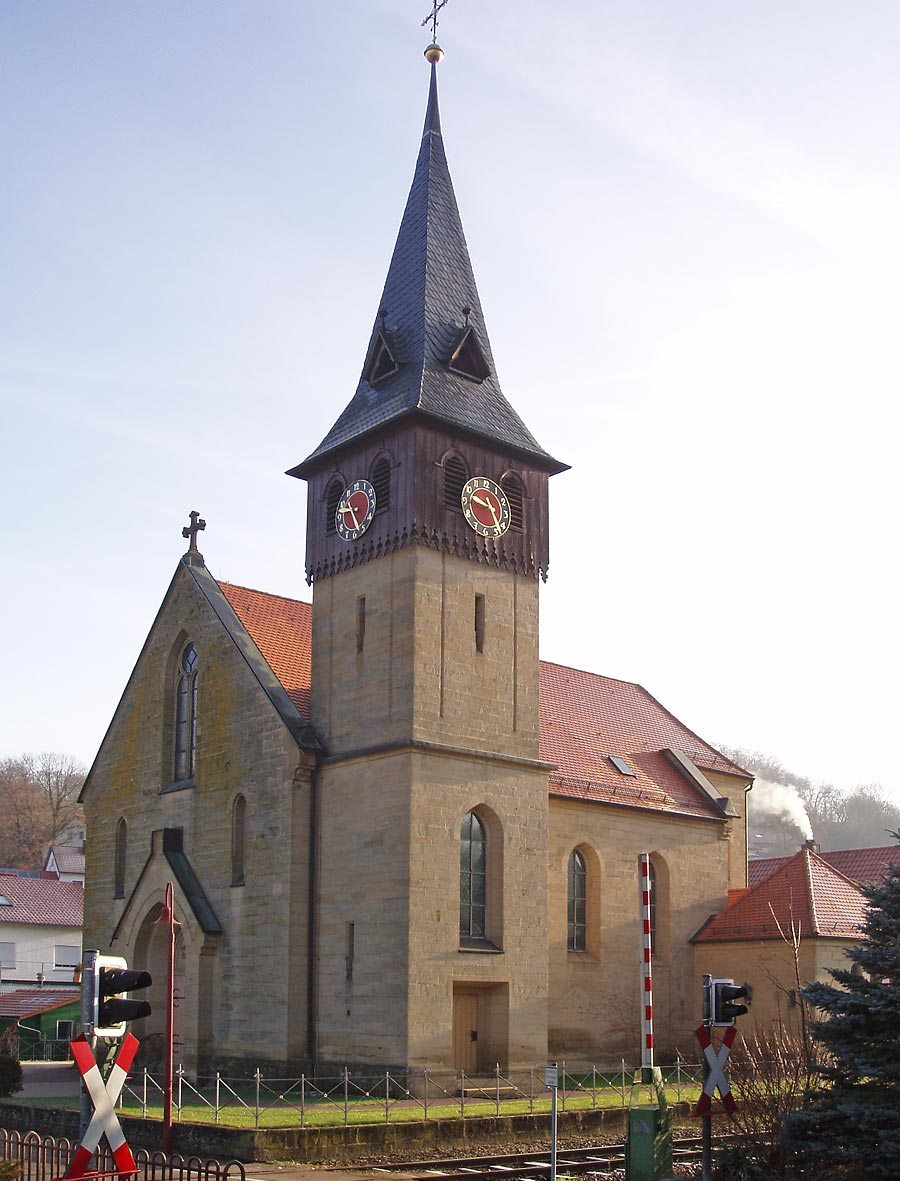
Katholische Kirche

- Beim Alten Rathaus befindet sich eine Gedenktafel für die 1887 abgerissene erste katholische Kirche des Ortes.
- Die katholische Kirche wurde ab 1894 erbaut.
- Die evangelische Kirche wurde 1897 anstelle eines Vorgängerbauwerks von 1869 erbaut und erhielt 1987 ein neues Türmchen.
- Die ehemalige Synagoge wurde 1807 eröffnet, 1883/84 wegen Auflösung der Gemeinde verkauft und wird heute als Scheune genutzt.

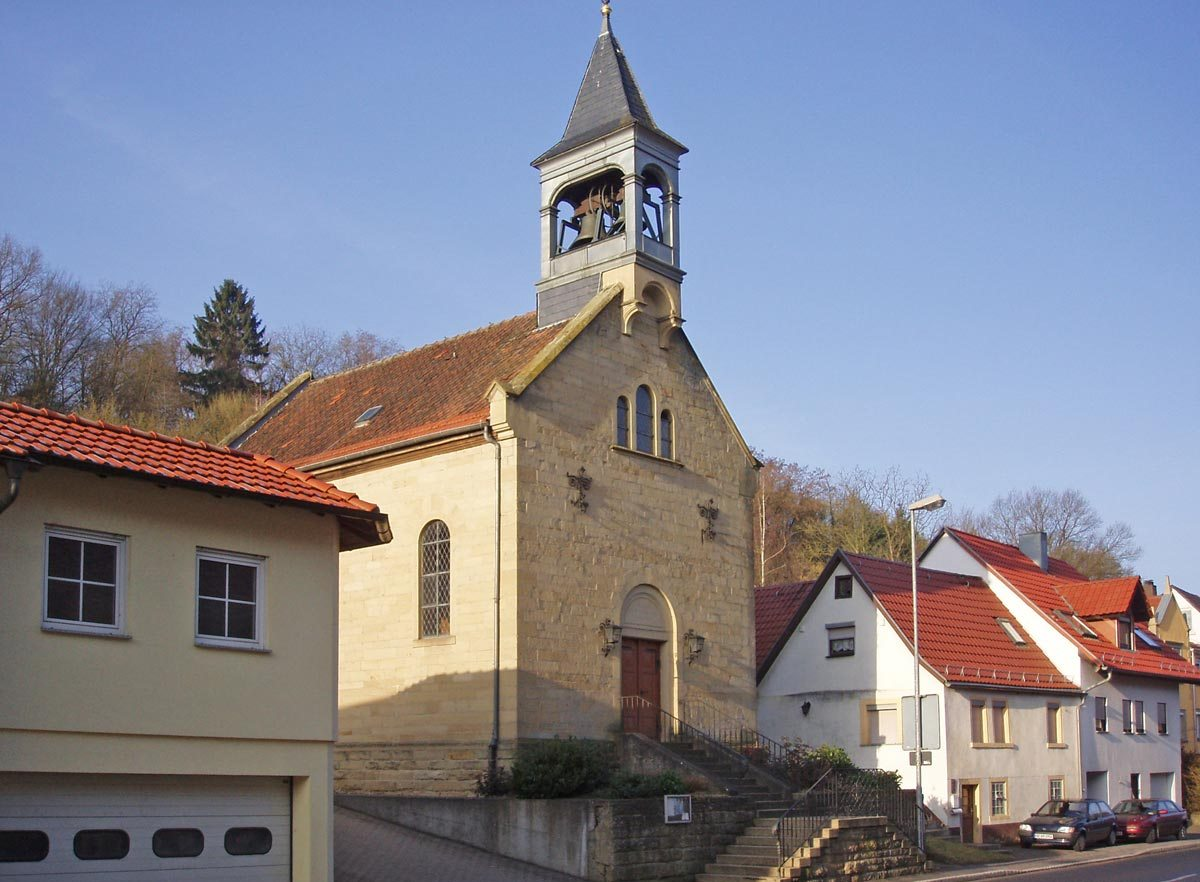
Evangelische Kirche
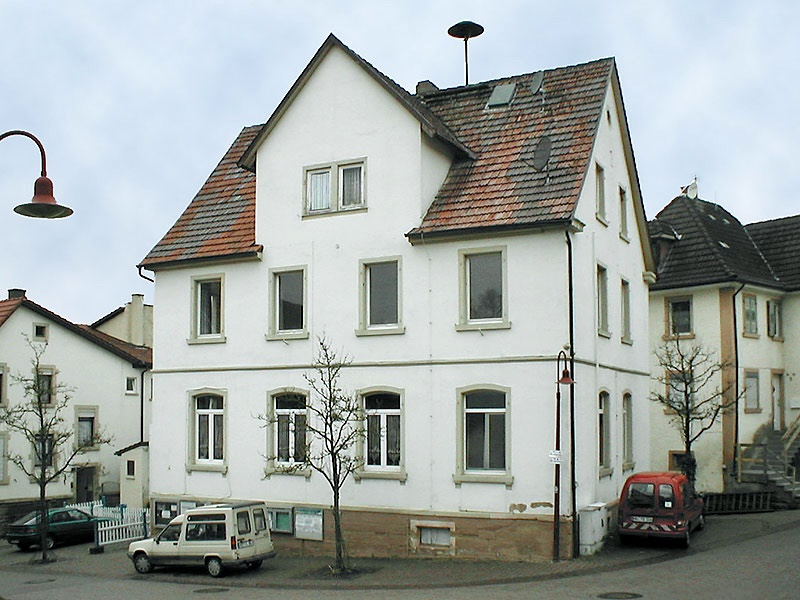
Altes Rathaus